# Matundua silvatica
Matundua là một chi nhện trong họ Phyxelididae. Chi này chỉ gồm 1 loài Matundua silvatica.